# Quatre chants pour franchir le seuil
Quatre chants pour franchir le seuil (Frans voor: Vier liederen om over de drempel te stappen) is een compositie van Gérard Grisey. Alhoewel het werk minder extreem is dan eerder werk van de componist valt het werk in de categorie Eigentijdse klassieke muziek. De benoemde drempel is de scheidslijn tussen leven en dood, of wel dag en nacht. Grisey schreef geen programmatische werken, maar gezien de gekozen teksten komt dit werk er aardig in de buurt. Het toeval wilde dat Grisey vlak na het voltooien van dit werk onverwachts zelf na een hersenbloeding de drempel overstapte (18 november 1998). Hij maakte de première van dit werk op 3 februari 1999 niet meer mee. George Benjamin leidde toen het London Sinfonietta met Valdine Anderson. Sommige muziekkenners zagen in het werk ook een teken dat Grisey muzikaal nieuw terrein betrad, maar door zijn vroegtijdige dood kwam dat niet meer tot wasdom.
Het werk is opgebouwd uit vier liederen met een inleiding en diverse tussenspelen. Het sluit af met een wiegeliedje:
1. Prelude
2. La mort de l’ange (dood van een engel)
3. Interlude
4. La mort de la civilisation (dood van de beschaving)
5. Interlude
6. La mort de la voix (dood van de stem)
7. Faux interlude
8. La mort de l’humanité (dood van de mensheid)
9. Berceuse

De vier liederen zijn gehaald uit teksten uit het Christendom (engel), het Oude Egypte (beschaving), Oude Griekenland (stem) en ten slotte Mesopotamië (mensheid). De inleiding bestaat uit zachte geluiden uit de percussiehoek, zij zullen ook de interludes voor hun rekening nemen. Het heeft daarbij het geluid van ruis. De dood van de engel is een “toonzetting” van een tekst van Christian Guez-Ricord, een schrijver waarmee Grisey enige tijd samenwoonde in Villa Medici in Rome. Vervolgens is het de beurt aan de dood van de beschaving, waarin teksten worden voorgedragen van een sarcofaag. De tekst is daarbij soms al verdwenen; er zijn alleen nog fragmenten over. De dood van de stem is geschreven op een tekst van de op zeer jonge leeftijd overleden schrijfster Erinna, waarbij de stem, die te horen was in de wakkere wereld verloren gaat in de dode wereld. Tot slot zijn regels te horen uit het Gilgamesj-epos over de zondvloed.   
Het werk kent noch melodielijn, noch ritme, noch vaste maatindeling. De tijd is hier rekbaar, zeker in de perioden waarin alleen de percussie te horen is; de ruis is een vervanging van de stilte, maar ook nog het enige teken van leven. De zangeres verheft haar stem in een mengeling van zang en declameren.
Grisey schreef het werk voor een variabel gezelschap; er geldt een minimum van 10 en een maximum van 25 muzikanten. Opvallend daarin is de opstelling van de gongs; er worden er 15 van diverse toonhoogten gebruikt. Voorts is de hoeveelheid tuba’s (soms 3) markant binnen een dergelijk klein ensemble. De klank van de saxofoons is nauwelijks herkenbaar als zijnde van die instrumenten. De componist gaf aan hoe het gezelschap opgesteld moet worden.